# UFC Fight Night: Gaethje vs. Vick
UFC Fight Night: Gaethje vs. Vick（ユーエフシー・ファイトナイト：ゲイジー・バーサス・ビック、別名UFC Fight Night 135）は、アメリカ合衆国の総合格闘技団体「UFC」の大会の一つ。2018年8月25日、ネブラスカ州リンカーンのピナクル・バンク・アリーナで開催された。

## 大会概要
本大会ではジェームス・ビックとジャスティン・ゲイジーによるライト級戦が組まれた。

## 試合結果

### アーリープレリム
第1試合 バンタム級 5分3R
○  ハニ・ヤヒーラ vs.  ルーク・サンダース ×
1R 1:31 ヒールホールド
第2試合 ライト級 5分3R
○  ドリュー・ドーバー vs.  ジョン・タック ×
3R終了 判定3-0（30-27、30-26、30-26）
第3試合 女子フライ級 5分3R
○  ジョアン・コールダウッド vs.  カリンドラ・ファリア ×
1R 4:57 腕ひしぎ三角固め

### プレリミナリーカード
第4試合 ウェルター級 5分3R
○  ミッキー・ガル vs.  ジョージ・サリバン ×
1R 1:09 リアネイキッドチョーク
第5試合 ミドル級 5分3R
○  アンドリュー・サンチェス vs.  マルクス・ペレス ×
3R終了 判定3-0（29-28、29-28、29-28）
第6試合 バンタム級 5分3R
○  コーリー・サンドヘイゲン vs.  ユーリ・アルカンタラ ×
2R 1:01 TKO（パウンド）
第7試合 ウェルター級 5分3R
○  ジェームス・クラウス vs.  ワーレイ・アウヴェス ×
2R 2:28 TKO（跳び膝蹴り→スタンドパンチ連打）

### メインカード
第8試合 ミドル級 5分3R
○  エリク・アンダース vs.  ティム・ウィリアムス ×
3R 4:42 KO（左ハイキック）
第9試合 フライ級 5分3R
○  デイブソン・フィゲイレード vs.  ジョン・モラガ ×
2R 3:08 TKO（左ボディブロー→パウンド）
第10試合 ウェルター級 5分3R
○  ブライアン・バーバリーナ vs.  ジェイク・エレンバーガー ×
1R 2:26 TKO（右フック→パウンド）
第11試合 女子ストロー級 5分3R
○  コートニー・ケイシー vs.  アンジェラ・ヒル ×
3R終了 判定2-1（30-27、28-29、29-28）
第12試合 フェザー級 5分3R
○  マイケル・ジョンソン vs.  アンドレ・フィリ ×
3R終了 判定2-1（29-28、27-30、29-28）
第13試合 ライト級 5分5R
○  ジャスティン・ゲイジー vs.  ジェームス・ビック ×
1R 1:27 KO（右ストレート）

### 各賞
ファイト・オブ・ザ・ナイト： コーリー・サンドヘイゲン vs. ユーリ・アルカンタラ
パフォーマンス・オブ・ザ・ナイト： ジャスティン・ゲイジー、エリク・アンダース
各選手にはボーナスとして5万ドルが授与された。